# 孟府
孟府，又称亚圣府，位于中国山东省邹城市千泉街道南关，是儒家亚圣孟子的后代居住的府第，与同在邹城的孟庙、孟林合称“三孟”，1988年被列入全国重点文物保护单位。

## 历史
孟府始建年代不详。一般推测孟府的大规模修建与宋代孟子地位在整个儒家尊崇体系中的升高密切相关。宋宣和三年（1121年）迁至今址，后屡次修缮。

## 建筑

### 基本格局

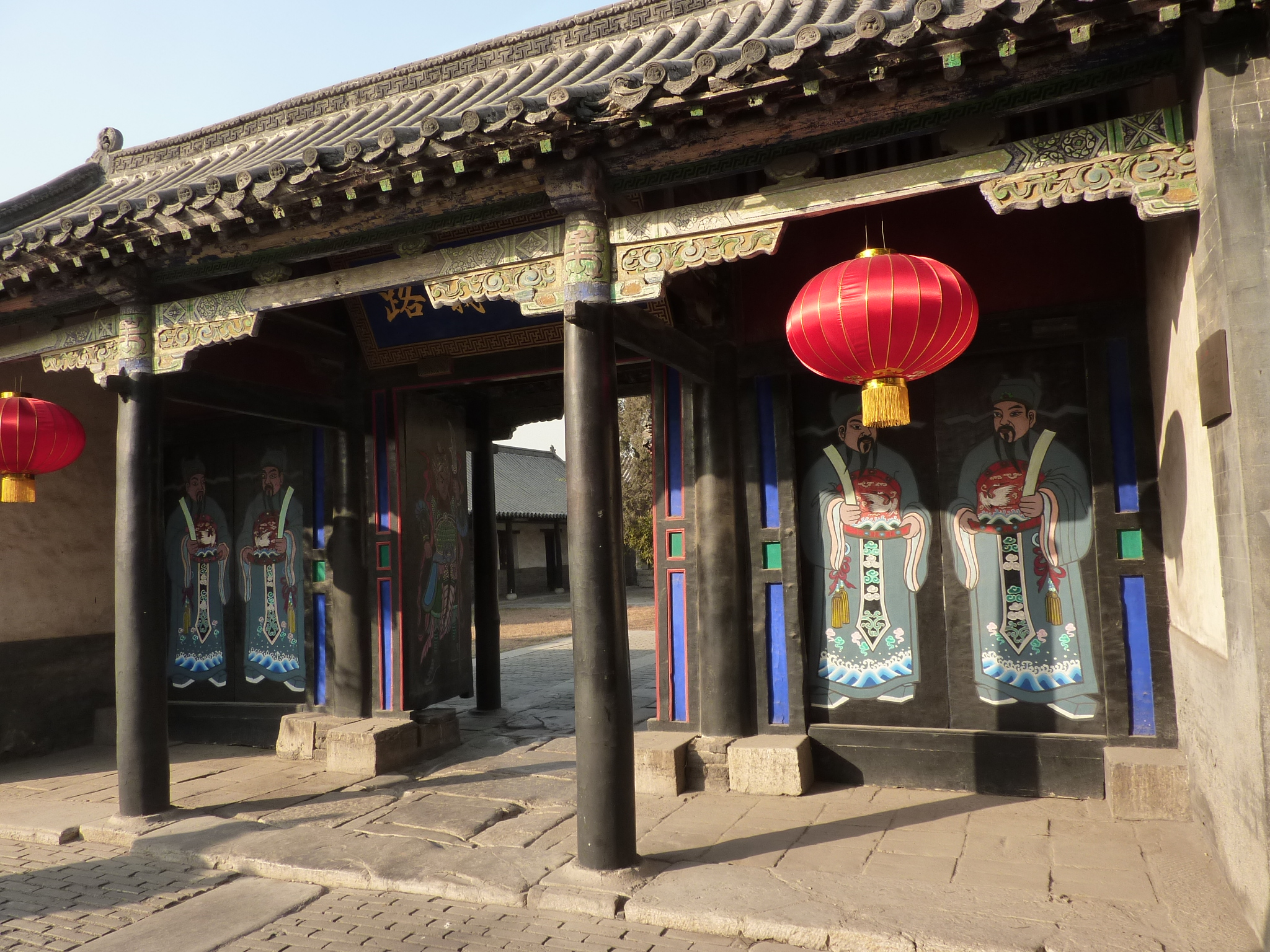
彩绘门神

孟府为山东省保存最为完好的古建筑群落之一。孟府平面呈长方形，南北纵长226米，东西横宽99米，共占地约合65.3亩。前后共有七进院落，拥有楼、堂、阁、室共计148间。前部分为三个大院，后部分为左中右三路。以主体建筑孟府大堂为界，前为孟氏世袭翰林院五经博士办公的官衙，后为内宅，正房“世恩堂”为五经博士居住之处。

### 大门
大门为三楹单启硬山式建筑，门楣正中悬有“亚圣府”匾额，门扇上绘有彩绘门神。

### 二门
二门门洞为三启，门楣正中悬有“礼门义路”匾额，门扇上绘有彩绘文武官员。

### 大堂

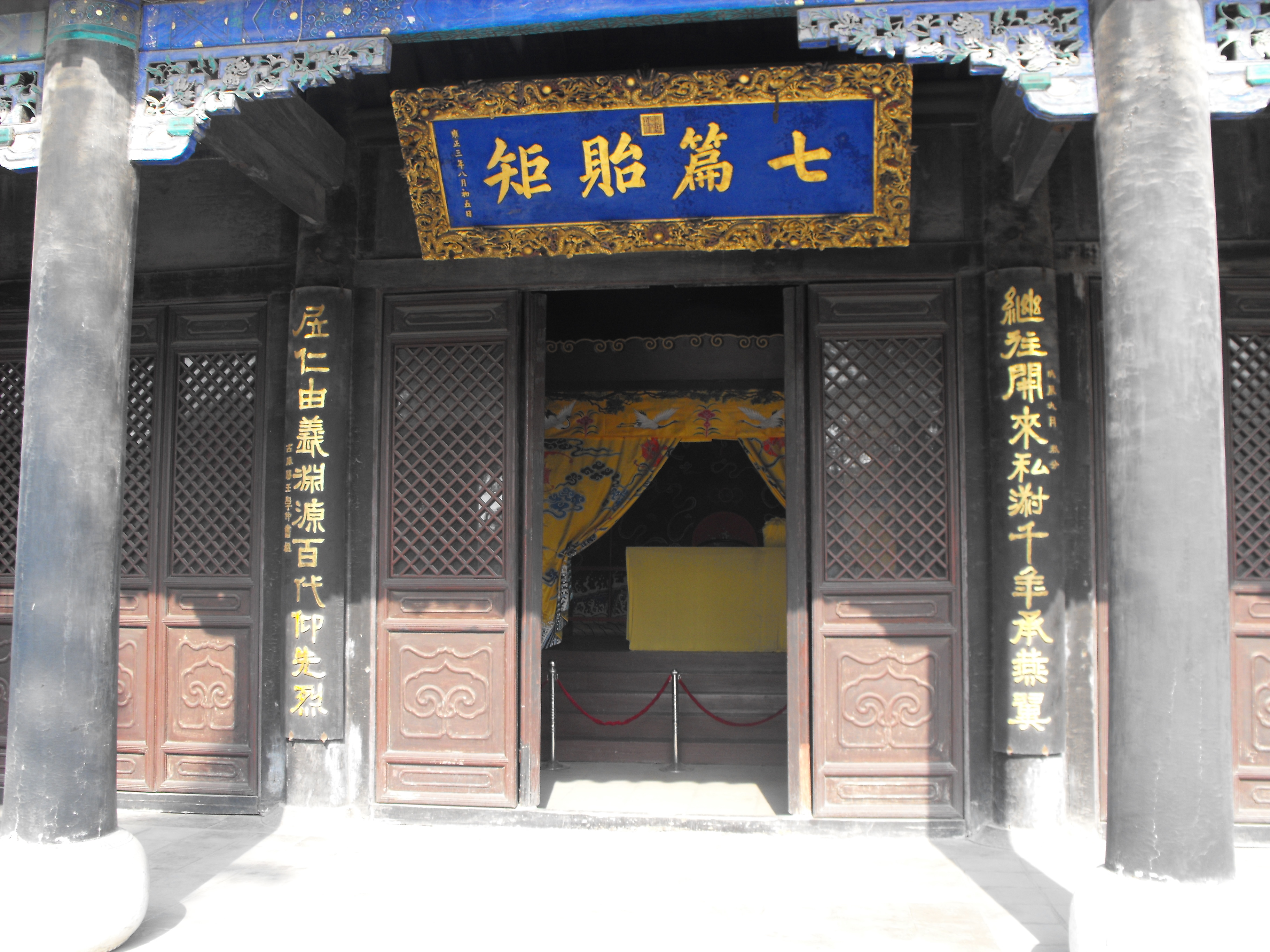
雍正皇帝手书“七篇贻矩”匾，悬挂于邹城孟府大堂，意为孟家后代要以《孟子》七篇作为言行准则和行动规矩

堂前檐下正中悬挂着清世宗钦赐孟子第六十五代嫡孙翰林院五经博士孟衍泰“七篇贻矩”堂匾。